# 다카미촌
다카미촌(高見村)은 나라현 요시노군에 있던 촌이다.  현재는 히가시요시노촌의 일부에 해당한다.

## 역사
- 1889년 4월 1일 - 정촌제 시행에 의해 요시노군 다카미촌이 성립하였다.
- 1958년 3월 1일 - 시고촌, 오가와촌과 합병해 히가시요시노촌이 성립하여, 동일 다카미촌은 폐지되었다.

## 철도
마을을 통과하는 철도노선이 존재하지 않음

### 도로
- 2급 국도 (현 국도 제166호선)